# Dwars door Vlaanderen 2008
La Dwars door Vlaanderen 2008, sessantatreesima edizione della corsa, si disputò il 26 marzo 2008 su un percorso di circa 200 km, con partenza a Roeselare ed arrivo a Waregem. Fu vinta dal francese Sylvain Chavanel, che terminò la gara in 4h32'27".

## Squadre e corridori partecipanti
| N.      | Cod. | Squadra                          |
| ------- | ---- | -------------------------------- |
| 1-8     | QST  | Quick Step-Innergetic            |
| 11-18   | SIL  | Silence-Lotto                    |
| 21-28   | CSC  | Team CSC                         |
| 31-38   | ALM  | AG2R La Mondiale                 |
| 41-48   | AST  | Astana                           |
| 51-58   | COF  | Cofidis, le Crédit par Téléphone |
| 61-68   | C.A  | Crédit Agricole                  |
| 71-78   | FDJ  | Française des Jeux               |
| 81-88   | GST  | Gerolsteiner                     |
| 91-98   | THR  | Team High Road                   |
| 101-108 | MRM  | Team Milram                      |

| N.      | Cod. | Squadra                      |
| ------- | ---- | ---------------------------- |
| 111-118 | LIQ  | Liquigas                     |
| 121-128 | RAB  | Rabobank                     |
| 131-138 | LAN  | Landbouwkrediet-Tönissteiner |
| 141-148 | TSV  | Topsport Vlaanderen          |
| 151-158 | MIT  | Mitsubishi-Jartazi           |
| 161-168 | SKS  | Skil-Shimano                 |
| 171-178 | COS  | Cycle Collstrop              |
| 181-188 | WIL  | Verandas Willems             |
| 191-198 | DES  | Team Designa Køkken          |
| 201-208 | FPT  | P3 Transfer-Batavus          |
| 211-218 | SKT  | An Post-Sean Kelly Team      |

## Ordine d'arrivo (Top 10)
| Pos. | Corridore          | Squadra       | Tempo    |
| ---- | ------------------ | ------------- | -------- |
| 1    | Sylvain Chavanel   | Cofidis       | 4h32'27" |
| 2    | Steven de Jongh    | Quick Step    | a 28"    |
| 3    | Niko Eeckhout      | Topsport Vl.  | s.t.     |
| 4    | Andreas Klier      | High Road     | s.t.     |
| 5    | Allan Johansen     | Team CSC      | s.t.     |
| 6    | Gorik Gardeyn      | Silence-Lotto | s.t.     |
| 7    | Martin Elmiger     | AG2R La Mond. | s.t.     |
| 8    | Gennadij Michajlov | Mitsubishi    | s.t.     |
| 9    | Joost Posthuma     | Rabobank      | s.t.     |
| 10   | Nick Nuyens        | Cofidis       | s.t.     |